# Сунчани брег (Приштина)
Сунчани брег (алб. Bregu i Diellit) највећа је и најнасељенија општина града Приштине.